# Péter Major
Pour les articles homonymes, voir Major (homonymie).
Dans le nom hongrois Major Péter, le nom de famille précède le prénom, mais cet article utilise l’ordre habituel en français Péter Major, où le prénom précède le nom.
Péter Major (né en 1947) est un mathématicien hongrois, professeur, membre ordinaire de l'Académie hongroise des sciences depuis 2013.

## Biographie
Péter Major est né le 26 octobre 1947 à Budapest.
Péter Major fréquente le lycée Mihály Fazekas Mihály de sa ville natale, où parmi ses camarades de classe figurent d'éminents mathématiciens tels que László Lovász, Miklós Laczkovich et Lajos Pósa. Il poursuit ses études à l'ELTE entre 1966 et 1971, puis commence à travailler à l'Institut de recherche mathématique de l'Académie hongroise des sciences (aujourd'hui Institut de recherche mathématique Alfréd Rényi), où il a gravi les échelons pour devenir conseiller scientifique, puis professeur de recherche. En 1995, il commence à enseigner à l'Université Kossuth Lajos de Debrecen, où il enseigne à la Faculté d'informatique. Puis, il enseigne une année universitaire en tant que professeur invité à Göttingen. Il devient docteur en 1979 devant l'Académie hongroise des sciences. Entre 1999 et 2002, il a été titulaire d'une bourse de professeur Széchenyi.
En 1989 il a reçu son doctorat académique, est devenu membre du comité des sciences mathématiques de l'Académie hongroise des sciences et du comité académique de Debrecen. Outre ses activités universitaires, il est également membre du conseil d'administration de la János Bolyai Mathematical Society. Il est l'auteur ou le co-auteur de plus de 50 articles scientifiques et a collaboré avec Pál Révész, Ronald Dobrushin et Lída Rejtő, entre autres.

## Travaux
Ses recherches portent sur la théorie des probabilités, les statistiques mathématiques, la physique statistique et l'analyse des problèmes dans ces domaines. Il est particulièrement impliqué dans le calcul de probabilités.
Avec János Komlós et Gábor Tusnády, il approche fortement le processus empirique uniforme avec le processus de Kiefer, avec le théorème d'approximation de Komlós-Major-Tusnády,.

## Prix et distinctions
Il reçoit quatre prix entre 1976 et 1995 :
- Prix Grünwald Géza (1976)
- Prix Alexits György (1985)
- Prix de l'Académie hongroise des sciences (1986)
- Prix Alfréd-Rényi (1995).

## Publications (sélection)
- On the invariance principle for sums of independent identically distributed random variables (1978)
- Multiple Wiener-Itô Integrals: With Applications to Limit Theorems (1981)
- Poisson law for the number of lattice points in a random strip with finite area (1992)
- A majdnem biztos invariancianyelv és annak mélyebb háttere (2001)